# Llanpumsaint
Llanpumsaint (galés: "Llan" iglesia + "pum" cinco + "saint" santo(s)) es un pueblo y comunidad (el nivel inferior de la administración local de Gales) en Carmarthenshire (en galés, "Sir Gaerfyrddin" - una de las 22 autoridades unitarias del país de Gales), Gales. Según el último censo de población del Reino Unido, que se realizó en 2001, la población de la comunidad de Llanpumsaint es de 595 habitantes.
La comunidad de Llanpumsaint consta de la aldea vecina de Nebo, la comunidad y templo Hindú de Skanda Vale, y varias granjas.
Según el censo de 2001, el 50 % de los habitantes de la comunidad de Llanpumsaint puede hablar, leer, y escribir el galés, esta cifra supera bastante el promedio de 39 % que se registró en la comarca de Carmarthenshire.